# Lista över avsnitt av Star Trek: The Next Generation
Detta är en komplett lista över avsnitt från TV-serien Star Trek: The Next Generation. Sammanlagt producerades 178 avsnitt. Om dubbelavsnitten "Encounter at Farpoint" och "All Good Things..." istället räknas som vardera ett avsnitt blir summan istället 176.
Det två timmar långa pilotavsnittet, "Encounter at Farpoint", visades första gången i amerikansk TV den 28 augusti, 1987 och serien avslutades efter 7 säsonger med avsnittet "'All Good Things..." den 29 maj, 1994. Star Trek Next Generation hade svensk premiär i Kanal 5 den 16 september 1994.

## Översikt
Notera att när ett stjärndatum anges i början av ett avsnitt anger den andra siffran i stjärndatumet säsongen nummer i vilken avsnittet visades.
| Säsong | Säsong | Avsnitt | Produktionsår | DVD-utgivning    | DVD-utgivning                  | DVD-utgivning    | DVD-utgivning               | Blu-ray utgivning | Blu-ray utgivning |
| Säsong | Säsong | Avsnitt | Produktionsår | Region 1         | Region 1                       | Region 2         | Region 2                    | Region A          | Region B          |
| ------ | ------ | ------- | ------------- | ---------------- | ------------------------------ | ---------------- | --------------------------- | ----------------- | ----------------- |
|        | 1      | 26      | 1987–1988     | 26 mars 2002     | Complete Series 2 oktober 2007 | 1 april 2002     | Complete Series 6 juni 2011 | 24 juli 2012      | 23 juli 2012      |
|        | 2      | 22      | 1988–1989     | 7 maj 2002       | Complete Series 2 oktober 2007 | 10 juni 2002     | Complete Series 6 juni 2011 | 4 december 2012   | 10 december 2012  |
|        | 3      | 26      | 1989–1990     | 2 juli 2002      | Complete Series 2 oktober 2007 | 22 juli 2002     | Complete Series 6 juni 2011 | 30 april 2013     | 29 april 2013     |
|        | 4      | 26      | 1990–1991     | 3 september 2002 | Complete Series 2 oktober 2007 | 7 oktober 2002   | Complete Series 6 juni 2011 | 30 juli 2013      | 29 juli 2013      |
|        | 5      | 26      | 1991–1992     | 5 november 2002  | Complete Series 2 oktober 2007 | 18 november 2002 | Complete Series 6 juni 2011 | 19 november 2013  | 18 november 2013  |
|        | 6      | 26      | 1992–1993     | 3 december 2002  | Complete Series 2 oktober 2007 | 2 december 2002  | Complete Series 6 juni 2011 | 3 juni 2014       | 16 juni 2014      |
|        | 7      | 26      | 1993–1994     | 31 december 2002 | Complete Series 2 oktober 2007 | 23 december 2002 | Complete Series 6 juni 2011 |                   |                   |

## Avsnitt

### Säsong 1 (1987–1988)
| Nr i serien | Nr i säsongen | Titel                          | Stardate | Regissör          | Manus                                                        | Originalvisning (USA) | Originalvisning (Sverige)          | Tittarsiffror (miljoner) |
| ----------- | ------------- | ------------------------------ | -------- | ----------------- | ------------------------------------------------------------ | --------------------- | ---------------------------------- | ------------------------ |
| 12          | 101102        | "Encounter at Farpoint"        | 41153.7  | Corey Allen       | D. C. Fontana & Gene Roddenberry                             | 28 september 1987     | 16 september 199423 september 1994 | 15.7                     |
| 3           | 103           | "The Naked Now"                | 41209.2  | Paul Lynch        | John D. F. Black & J. Michael Bingham                        | 5 oktober 1987        | 30 september 1994                  | 11.5                     |
| 4           | 104           | "Code of Honor"                | 41235.25 | Russ Mayberry     | Katharyn Powers & Michael Baron                              | 12 oktober 1987       | 7 oktober 1994                     | 9.5                      |
| 5           | 105           | "The Last Outpost"             | 41386.4  | Richard Colla     | Herbert Wright & Richard Krzmeien                            | 19 oktober 1987       | 28 oktober 1994                    | 8.9                      |
| 6           | 106           | "Where No One Has Gone Before" | 41263.1  | Rob Bowman        | Diane Duane & Michael Reaves                                 | 26 oktober 1987       | 21 oktober 1994                    | 10.5                     |
| 7           | 107           | "Lonely Among Us"              | 41249.3  | Cliff Bole        | D. C. Fontana & Michael Halperin                             | 2 november 1987       | 4 november 1994                    | 12.1                     |
| 8           | 108           | "Justice"                      | 41255.6  | James L. Conway   | Ralph Willis & Worley Thorne                                 | 9 november 1987       | 11 november 1994                   | 12.7                     |
| 9           | 109           | "The Battle"                   | 41723.9  | Rob Bowman        | Herbert J. Wright & Larry Forrester                          | 16 november 1987      | 18 november 1994                   | 10.5                     |
| 10          | 110           | "Hide and Q"                   | 41590.5  | Cliff Bole        | C.J. Holland & Gene Roddenberry                              | 23 november 1987      | 25 november 1994                   | 11.0                     |
| 11          | 111           | "Haven"                        | 41294.5  | Richard Compton   | Tracy Tormé & Lan O'Kun                                      | 30 november 1987      | 14 oktober 1994                    | 10.3                     |
| 12          | 112           | "The Big Goodbye"              | 41997.7  | Joseph L. Scanlan | Tracy Tormé                                                  | 11 januari 1988       | 9 december 1994                    | 11.5                     |
| 13          | 113           | "Datalore"                     | 41242.4  | Rob Bowman        | Robert Lewin, Gene Roddenberry & Maurice Hurley              | 18 januari 1988       | 10 februari 1995                   | 10.3                     |
| 14          | 114           | "Angel One"                    | 41636.9  | Michael Rhoades   | Patrick Barry                                                | 25 januari 1988       | 17 februari 1995                   | 11.4                     |
| 15          | 115           | "11001001"                     | 41365.9  | Paul Lynch        | Maurice Hurley & Robert Lewin                                | 1 februari 1988       | 24 februari 1995                   | 10.7                     |
| 16          | 116           | "Too Short a Season"           | 41309.5  | Rob Bowman        | Michael Michaelian & D. C. Fontana                           | 8 februari 1988       | 2 december 1994                    | 10.9                     |
| 17          | 117           | "When the Bough Breaks"        | 41509.1  | Kim Manners       | Hannah Louise Shearer                                        | 15 februari 1988      | 10 mars 1995                       | 10.2                     |
| 18          | 118           | "Home Soil"                    | 41463.9  | Corey Allen       | Karl Geurs, Ralph Sanchez & Robert Sabaroff                  | 22 februari 1988      | 3 mars 1995                        | 9.0                      |
| 19          | 119           | "Coming of Age"                | 41461.2  | Mike Vejar        | Sandy Fries                                                  | 14 mars 1988          | 17 mars 1995                       | 10.1                     |
| 20          | 120           | "Heart of Glory"               | 41503.7  | Rob Bowman        | Maurice Hurley, Herbert Wright & D. C. Fontana               | 21 mars 1988          | 22 mars 1995                       | 10.7                     |
| 21          | 121           | "The Arsenal of Freedom"       | 41798.2  | Les Landau        | Richard Manning, Hans Beimler, Maurice Hurley & Robert Lewin | 11 april 1988         | 31 mars 1995                       | 10.4                     |
| 22          | 122           | "Symbiosis"                    | Okänt    | Win Phelps        | Robert Lewin, Richard Manning & Hans Beimler                 | 18 april 1988         | 7 april 1995                       | 10.8                     |
| 23          | 123           | "Skin of Evil"                 | 41601.3  | Joseph L. Scanlan | Joseph Stefano & Hannah Louise Shearer                       | 25 april 1988         | 10 april 1995                      | 9.7                      |
| 24          | 124           | "We'll Always Have Paris"      | 41697.9  | Robert Becker     | Deborah Dean Davis & Hannah Louise Shearer                   | 2 maj 1988            | 17 april 1995                      | 9.7                      |
| 25          | 125           | "Conspiracy"                   | 41775.5  | Cliff Bole        | Tracy Tormé & Robert Sabaroff                                | 9 maj 1988            | 24 april 1995                      | 9.4                      |
| 26          | 126           | "The Neutral Zone"             | 41986.0  | James L. Conway   | Maurice Hurley, Deborah McIntyre & Mona Clee                 | 16 maj 1988           | 1 maj 1995                         | 10.2                     |

### Säsong 2 (1988–1989)
| Nr i serien | Nr i säsongen | Titel                     | Stardate | Regissör          | Manus                                                      | Originalvisning (USA) | Originalvisning (Sverige) | Tittarsiffror (miljoner) |
| ----------- | ------------- | ------------------------- | -------- | ----------------- | ---------------------------------------------------------- | --------------------- | ------------------------- | ------------------------ |
| 27          | 201           | "The Child"               | 42073.1  | Rob Bowman        | Jaron Summers, Jon Povill & Maurice Hurley                 | 21 november 1988      | 8 maj 1995                | 10.9                     |
| 28          | 202           | "Where Silence Has Lease" | 42193.6  | Winrich Kolbe     | Jack B. Sowards                                            | 28 november 1988      | 15 maj 1995               | 10.3                     |
| 29          | 203           | "Elementary, Dear Data"   | 42286.3  | Rob Bowman        | Brian Alan Lane                                            | 5 december 1988       | 22 maj 1995               | Okänt                    |
| 30          | 204           | "The Outrageous Okona"    | 42402.7  | Robert Becker     | Burton Armus, Les Menchen, Lance Dickson & David Landsberg | 12 december 1988      | 29 maj 1995               | Okänt                    |
| 31          | 205           | "Loud as a Whisper"       | 42477.2  | Larry Shaw        | Jacqueline Zambrano                                        | 9 januari 1989        | 5 juni 1995               | 10.7                     |
| 32          | 206           | "The Schizoid Man"        | 42437.5  | Les Landau        | Tracy Tormé, Richard Manning & Hans Beimler                | 23 januari 1989       | 12 juni 1995              | 10.8                     |
| 33          | 207           | "Unnatural Selection"     | 42494.8  | Paul Lynch        | John Mason & Mike Gray                                     | 30 januari 1989       | 19 juni 1995              | 11.0                     |
| 34          | 208           | "A Matter of Honor"       | 42506.5  | Rob Bowman        | Wanda M. Haight, Gregory Amos & Burton Armus               | 6 februari 1989       | 27 juni 1995              | 11.3                     |
| 35          | 209           | "The Measure of a Man"    | 42523.7  | Robert Scheerer   | Melinda M. Snodgrass                                       | 13 februari 1989      | 4 juli 1995               | 11.3                     |
| 36          | 210           | "The Dauphin"             | 42568.8  | Rob Bowman        | Scott Rubenstein & Leonard Mlodinow                        | 20 februari 1989      | 11 juli 1995              | 10.7                     |
| 37          | 211           | "Contagion"               | 42609.1  | Joseph L. Scanlan | Steve Gerber & Beth Woods                                  | 20 mars 1989          | 18 juli 1995              | 10.2                     |
| 38          | 212           | "The Royale"              | 42625.4  | Cliff Bole        | Keith Mills                                                | 27 mars 1989          | 25 juli 1995              | 10.6                     |
| 39          | 213           | "Time Squared"            | 42679.2  | Joseph L. Scanlan | Maurice Hurley & Kurt Michael Bensmiller                   | 3 april 1989          | 1 augusti 1995            | 9.9                      |
| 40          | 214           | "The Icarus Factor"       | 42686.4  | Robert Iscove     | David Assael & Robert McCullough                           | 24 april 1989         | 8 augusti 1995            | 9.1                      |
| 41          | 215           | "Pen Pals"                | 42695.3  | Winrich Kolbe     | Melinda M. Snodgrass & Hannah Louise Shearer               | 1 maj 1989            | 15 augusti 1995           | 9.7                      |
| 42          | 216           | "Q Who?"                  | 42761.3  | Rob Bowman        | Maurice Hurley                                             | 8 maj 1989            | 22 augusti 1995           | 10.3                     |
| 43          | 217           | "Samaritan Snare"         | 42779.1  | Les Landau        | Robert L. McCullough                                       | 15 maj 1989           | 29 augusti 1995           | 10.0                     |
| 44          | 218           | "Up the Long Ladder"      | 42823.2  | Winrich Kolbe     | Melinda M. Snodgrass                                       | 22 maj 1989           | 5 september 1995          | 9.2                      |
| 45          | 219           | "Manhunt"                 | 42859.2  | Rob Bowman        | Terry Devereaux                                            | 19 juni 1989          | 17 september 1995         | 8.9                      |
| 46          | 220           | "The Emissary"            | 42901.3  | Cliff Bole        | Richard Manning, Hans Beimler & Thomas H. Calder           | 29 juni 1989          | 24 september 1995         | 9.0                      |
| 47          | 221           | "Peak Performance"        | 42923.4  | Robert Scheerer   | David Kemper                                               | 10 juli 1989          | 1 oktober 1995            | 9.4                      |
| 48          | 222           | "Shades of Gray"          | 42976.1  | Rob Bowman        | Maurice Hurley, Richard Manning & Hans Beimler             | 17 juli 1989          | 8 oktober 1995            | 9.8                      |

### Säsong 3 (1989–1990)
| Nr i serien | Nr i säsongen | Titel                             | Stardate | Regissör           | Manus | Originalvisning (USA) | Originalvisning (Sverige) | Tittarsiffror (miljoner) |
| ----------- | ------------- | --------------------------------- | -------- | ------------------ | --- | --------------------- | ------------------------- | ------------------------ |
| 49          | 301           | "Evolution"                       | 43125.8  | Winrich Kolbe      | Michael Piller & Michael Wagner                                                                               | 25 september 1989     | 15 oktober 1995           | 10.8                     |
| 50          | 302           | "The Ensigns of Command"          | 43133.3  | Cliff Bole         | Melinda M. Snodgrass                                                                                          | 2 oktober 1989        | 22 oktober 1995           | Okänt                    |
| 51          | 303           | "The Survivors"                   | 43152.4  | Les Landau         | Michael Wagner                                                                                                | 9 oktober 1989        | 29 oktober 1995           | 9.6                      |
| 52          | 304           | "Who Watches The Watchers?"       | 43173.5  | Robert Wiemer      | Richard Manning & Hans Beimler                                                                                | 16 oktober 1989       | 5 november 1995           | 9.6                      |
| 53          | 305           | "The Bonding"                     | Okänt    | Winrich Kolbe      | Ronald D. Moore                                                                                               | 23 oktober 1989       | 12 november 1995          | 9.9                      |
| 54          | 306           | "Booby Trap"                      | 43205.6  | Gabrielle Beaumont | Ron Roman, Michael Piller, Richard Danus & Michael Wagner                                                     | 30 oktober 1989       | 19 november 1995          | 11.0                     |
| 55          | 307           | "The Enemy"                       | 43349.2  | David Carson       | David Kemper & Michael Piller                                                                                 | 6 november 1989       | 26 november 1995          | 10.3                     |
| 56          | 308           | "The Price"                       | 43385.6  | Robert Scheerer    | Hannah Louise Shearer                                                                                         | 13 november 1989      | 3 december 1995           | 10.6                     |
| 57          | 309           | "The Vengeance Factor"            | 43421.9  | Timothy Bond       | Sam Rolfe | 20 november 1989      | 9 december 1995           | 9.7                      |
| 58          | 310           | "The Defector"                    | 43462.5  | Robert Scheerer    | Ronald D. Moore                                                                                               | 1 januari 1990        | 17 december 1995          | 10.5                     |
| 59          | 311           | "The Hunted"                      | 43489.2  | Cliff Bole         | Robin Bernheim                                                                                                | 8 januari 1990        | 24 december 1995          | 10.6                     |
| 60          | 312           | "The High Ground"                 | 43510.7  | Gabrielle Beaumont | Melinda M. Snodgrass                                                                                          | 29 januari 1990       | 31 december 1995          | 10.5                     |
| 61          | 313           | "Déjà Q"                          | 43539.1  | Les Landau         | Richard Danus                                                                                                 | 5 februari 1990       | 7 januari 1996            | 11.3                     |
| 62          | 314           | "A Matter of Perspective"         | 43610.4  | Cliff Bole         | Ed Zuckerman                                                                                                  | 12 februari 1990      | 13 januari 1996           | 10.8                     |
| 63          | 315           | "Yesterday's Enterprise"          | 43625.2  | David Carson       | Ira Steven Behr, Richard Manning, Hans Beimler, Ronald D. Moore, Trent Christopher Ganino & Eric A. Stillwell | 19 februari 1990      | 14 januari 1996           | 11.9                     |
| 64          | 316           | "The Offspring"                   | 43657.0  | Jonathan Frakes    | René Echevarria                                                                                               | 12 mars 1990          | 20 januari 1996           | 10.2                     |
| 65          | 317           | "Sins of the Father"              | 43685.2  | Les Landau         | Ronald D. Moore, W. Reed Moran & Drew Deighan                                                                 | 19 mars 1990          | 21 januari 1996           | 11.1                     |
| 66          | 318           | "Allegiance"                      | 43714.1  | Winrich Kolbe      | Richard Manning & Hans Beimler                                                                                | 26 mars 1990          | 27 januari 1996           | 10.2                     |
| 67          | 319           | "Captain's Holiday"               | 43745.2  | Chip Chalmers      | Ira Steven Behr                                                                                               | 2 april 1990          | 28 januari 1996           | 11.7                     |
| 68          | 320           | "Tin Man"                         | 43779.3  | Robert Scheerer    | Dennis Putman Bailey & David Bischoff                                                                         | 23 april 1990         | 3 februari 1996           | 10.2                     |
| 69          | 321           | "Hollow Pursuits"                 | 43807.4  | Cliff Bole         | Sally Caves                                                                                                   | 30 april 1990         | 4 februari 1996           | 9.8                      |
| 70          | 322           | "The Most Toys"                   | 43872.2  | Timothy Bond       | Shari Goodhartz                                                                                               | 7 maj 1990            | 10 februari 1996          | 10.3                     |
| 71          | 323           | "Sarek"                           | 43917.4  | Les Landau         | Peter S. Beagle                                                                                               | 14 maj 1990           | 11 februari 1996          | 10.6                     |
| 72          | 324           | "Ménage à Troi"                   | 43930.7  | Robert Legato      | Fred Bronson & Susan Sackett                                                                                  | 28 maj 1990           | 17 februari 1996          | 9.1                      |
| 73          | 325           | "Transfigurations"                | 43957.2  | Tom Benko          | René Echevarria                                                                                               | 4 juni 1990           | 18 februari 1996          | 10.2                     |
| 74          | 326           | "The Best of Both Worlds (Del I)" | 43989.1  | Cliff Bole         | Michael Piller                                                                                                | 18 juni 1990          | 24 februari 1996          | 10.1                     |

### Säsong 4 (1990–1991)
| Nr i serien | Nr i säsongen | Titel                              | Stardate | Regissör           | Manus                                                                                                   | Originalvisning (USA) | Originalvisning (Sverige) | Tittarsiffror (miljoner) |
| ----------- | ------------- | ---------------------------------- | -------- | ------------------ | --- | --------------------- | ------------------------- | ------------------------ |
| 75          | 401           | "The Best of Both Worlds (Del II)" | 44001.4  | Cliff Bole         | Michael Piller                                                                                          | 24 september 1990     | 25 februari 1996          |                          |
| 76          | 402           | "Family"                           | 44012.3  | Les Landau         | Ronald D. Moore                                                                                         | 1 oktober 1990        | 2 mars 1996               |                          |
| 77          | 403           | "Brothers"                         | 44085.7  | Rob Bowman         | Rick Berman                                                                                             | 8 oktober 1990        | 3 mars 1996               |                          |
| 78          | 404           | "Suddenly Human"                   | 44143.7  | Gabrielle Beaumont | John Whelpley, Jeri Taylor & Ralph Phillips                                                             | 15 oktober 1990       | 9 mars 1996               |                          |
| 79          | 405           | "Remember Me"                      | 44161.2  | Cliff Bole         | Lee Sheldon                                                                                             | 22 oktober 1990       | 10 mars 1996              |                          |
| 80          | 406           | "Legacy"                           | 44215.2  | Robert Scheerer    | Joe Menosky                                                                                             | 29 oktober 1990       | 16 mars 1996              |                          |
| 81          | 407           | "Reunion"                          | 44246.3  | Jonathan Frakes    | Thomas Perry, Jo Perry, Ronald D. Moore, Brannon Braga & Drew Deighan                                   | 5 november 1990       | 17 mars 1996              |                          |
| 82          | 408           | "Future Imperfect"                 | 44286.5  | Les Landau         | J. Larry Carroll & David Bennett Carren                                                                 | 12 november 1990      | 23 mars 1996              |                          |
| 83          | 409           | "Final Mission"                    | 44307.3  | Corey Allen        | Kacey Arnold-Ince & Jeri Taylor                                                                         | 19 november 1990      | 24 mars 1996              |                          |
| 84          | 410           | "The Loss"                         | 44356.9  | Chip Chalmers      | Hilary J. Bader, Alan J. Adler & Vanessa Greene                                                         | 31 december 1990      | 30 mars 1996              |                          |
| 85          | 411           | "Data's Day"                       | 44390.1  | Robert Wiemer      | Harold Apter & Ronald D. Moore                                                                          | 7 januari 1991        | 31 mars 1996              |                          |
| 86          | 412           | "The Wounded"                      | 44429.6  | Chip Chalmers      | Jeri Taylor, Stuart Charno, Sara Charno & Cy Chermak                                                    | 28 januari 1991       | 6 april 1996              |                          |
| 87          | 413           | "Devil's Due"                      | 44474.5  | Tom Benko          | Philip LaZebnik & William Douglas Lansford                                                              | 4 februari 1991       | 7 april 1996              |                          |
| 88          | 414           | "Clues"                            | 44502.7  | Les Landau         | Bruce D. Arthurs & Joe Menosky                                                                          | 11 februari 1991      | 13 april 1996             |                          |
| 89          | 415           | "First Contact"                    | Okänt    | Cliff Bole         | Dennis Russell Bailey, David Bischoff, Joe Menosky, Ronald D. Moore, Michael Piller & Marc Scott Zicree | 18 februari 1991      | 14 april 1996             |                          |
| 90          | 416           | "Galaxy's Child"                   | 44614.6  | Winrich Kolbe      | Maurice Hurley & Thomas Kartozian                                                                       | 11 mars 1991          | 20 april 1996             |                          |
| 91          | 417           | "Night Terrors"                    | 44631.2  | Les Landau         | Pamela Douglas, Jeri Taylor & Shari Goodhartz                                                           | 18 mars 1991          | 21 april 1996             |                          |
| 92          | 418           | "Identity Crisis"                  | 44664.5  | Winrich Kolbe      | Brannon Braga & Timothy DeHaas                                                                          | 25 mars 1991          | 27 april 1996             |                          |
| 93          | 419           | "The Nth Degree"                   | 44704.2  | Robert Legato      | Joe Menosky                                                                                             | 1 april 1991          | 28 april 1996             |                          |
| 94          | 420           | "QPid"                             | 44741.9  | Cliff Bole         | Ira Steven Behr & Randee Russell                                                                        | 22 april 1991         | 5 maj 1996                |                          |
| 95          | 421           | "The Drumhead"                     | 44769.2  | Jonathan Frakes    | Jeri Taylor                                                                                             | 29 april 1991         | 12 maj 1996               |                          |
| 96          | 422           | "Half a Life"                      | 44805.3  | Les Landau         | Peter Allan Fields & Ted Roberts                                                                        | 6 maj 1991            | 19 maj 1996               |                          |
| 97          | 423           | "The Host"                         | 44821.3  | Marvin V. Rush     | Michel Horvat                                                                                           | 13 maj 1991           | 26 maj 1996               |                          |
| 98          | 424           | "The Mind's Eye"                   | 44885.5  | David Livingston   | René Echevarria & Ken Schafer                                                                           | 27 maj 1991           | 2 juni 1996               |                          |
| 99          | 425           | "In Theory"                        | 44932.3  | Patrick Stewart    | Joe Menosky & Ronald D. Moore                                                                           | 3 juni 1991           | 9 juni 1996               |                          |
| 100         | 426           | "Redemption (Del I)"               | 44995.3  | Cliff Bole         | Ronald D. Moore                                                                                         | 17 juni 1991          | 16 juni 1996              |                          |

### Säsong 5 (1991–1992)
| Nr i serien | Nr i säsongen | Titel                     | Stardate     | Regissör             | Manus                                                                                  | Originalvisning (USA)           | Originalvisning (Sverige)      | Tittarsiffror (miljoner) |
| ----------- | ------------- | ------------------------- | ------------ | -------------------- | -------------------------------------------------------------------------------------- | ------------------------------- | ------------------------------ | ------------------------ |
| 101         | 501           | "Redemption (Del II)"     | 45020.4      | David Carson         | Ronald D. Moore                                                                        | 23 september 1991               | 31 augusti 1996                |                          |
| 102         | 502           | "Darmok"                  | 45047.2      | Winrich Kolbe        | Joe Menosky & Philip LaZebnik                                                          | 30 september 1991               | 7 september 1996               |                          |
| 103         | 503           | "Ensign Ro"               | 45076.3      | Les Landau           | Rick Berman & Michael Piller                                                           | 7 oktober 1991                  | 14 september 1996              |                          |
| 104         | 504           | "Silicon Avatar"          | 45122.3      | Cliff Bole           | Jeri Taylor & Lawrence V. Conley                                                       | 14 oktober 1991                 | 21 september 1996              |                          |
| 105         | 505           | "Disaster"                | 45156.1      | Gabrielle Beaumont   | Ronald D. Moore, Ron Jarvis & Philip A. Scorza                                         | 21 oktober 1991                 | 28 september 1996              |                          |
| 106         | 506           | "The Game"                | 45208.2      | Corey Allen          | Brannon Braga, Susan Sackett & Fred Bronson                                            | 28 oktober 1991                 | 5 oktober 1996                 |                          |
| 107108      | 507508        | "Unification"             | Okänt45245.8 | Les LandauCliff Bole | Jeri Taylor, Rick Berman & Michael PillerMichael Piller & Rick Berman                  | 4 november 199111 november 1991 | 12 oktober 199619 oktober 1996 |                          |
| 109         | 509           | "A Matter of Time"        | 45349.1      | Paul Lynch           | Rick Berman                                                                            | 18 november 1991                | 26 oktober 1996                |                          |
| 110         | 510           | "New Ground"              | 45376.3      | Robert Scheerer      | Grant Rosenberg, Sara Charno & Stuart Charno                                           | 6 januari 1992                  | 2 november 1996                |                          |
| 111         | 511           | "Hero Worship"            | 45397.3      | Patrick Stewart      | Joe Menosky & Hilary J. Bader                                                          | 27 januari 1992                 | 9 november 1996                |                          |
| 112         | 512           | "Violations"              | 45429.3      | Robert Wiemer        | Pamela Gray, Jeri Taylor, Shari Goodhartz & T. Michael                                 | 3 februari 1992                 | 16 november 1996               |                          |
| 113         | 513           | "The Masterpiece Society" | 45470.1      | Winrich Kolbe        | Adam Belanoff, Michael Piller & James Kahn                                             | 10 februari 1992                | 23 november 1996               |                          |
| 114         | 514           | "Conundrum"               | 45494.2      | Les Landau           | Barry Schkolnick & Paul Schiffer                                                       | 17 februari 1992                | 30 november 1996               |                          |
| 115         | 515           | "Power Play"              | 45571.2      | David Livingston     | René Balcer, Herbert J. Wright, Brannon Braga, Paul Ruben & Maurice Hurley             | 24 februari 1992                | 7 december 1996                |                          |
| 116         | 516           | "Ethics"                  | 45587.3      | Chip Chalmers        | Ronald D. Moore, Sara Charno & Stuart Charno                                           | 2 mars 1992                     | 14 december 1996               |                          |
| 117         | 517           | "The Outcast"             | 45614.6      | Robert Scheerer      | Jeri Taylor                                                                            | 16 mars 1992                    | 21 december 1996               |                          |
| 118         | 518           | "Cause and Effect"        | 45652.1      | Jonathan Frakes      | Brannon Braga                                                                          | 23 mars 1992                    | 28 december 1996               |                          |
| 119         | 519           | "The First Duty"          | 45703.9      | Paul Lynch           | Ronald D. Moore & Naren Shankar                                                        | 30 mars 1992                    | 4 januari 1997                 |                          |
| 120         | 520           | "Cost of Living"          | 45733.6      | Winrich Kolbe        | Peter Allan Fields                                                                     | 20 april 1992                   | 11 januari 1997                |                          |
| 121         | 521           | "The Perfect Mate"        | 45761.3      | Cliff Bole           | Gary Perconte, Michael Piller & René Echevarria                                        | 27 april 1992                   | 18 januari 1997                |                          |
| 122         | 522           | "Imaginary Friend"        | 45832.1      | Gabrielle Beaumont   | Edith Swensen, Brannon Braga, Jean Louise Matthias, Ronald Wilkerson & Richard Fliegel | 4 maj 1992                      | 25 januari 1997                |                          |
| 123         | 523           | "I, Borg"                 | 45854.2      | Robert Lederman      | René Echevarria                                                                        | 11 maj 1992                     | 1 februari 1997                |                          |
| 124         | 524           | "The Next Phase"          | 45092.4      | David Carson         | Ronald D. Moore                                                                        | 18 maj 1992                     | 8 februari 1997                |                          |
| 125         | 525           | "The Inner Light"         | Okänt        | Peter Lauritson      | Morgan Gendel & Peter Allan Fields                                                     | 1 juni 1992                     | 15 februari 1997               |                          |
| 126         | 526           | "Time's Arrow (Del I)"    | 45959.1      | Les Landau           | Joe Menosky & Michael Piller                                                           | 15 juni 1992                    | 22 februari 1997               |                          |

### Säsong 6 (1992–1993)
| Nr i serien | Nr i säsongen | Titel                   | Stardate       | Regissör                  | Manus                                                            | Originalvisning (USA)            | Originalvisning (Sverige) | Tittarsiffror (miljoner) |
| ----------- | ------------- | ----------------------- | -------------- | ------------------------- | ---------------------------------------------------------------- | -------------------------------- | ------------------------- | ------------------------ |
| 127         | 601           | "Time's Arrow (Del II)" | 46001.3        | Les Landau                | Jeri Taylor & Joe Menosky                                        | 21 september 1992                | 1 mars 1997               |                          |
| 128         | 602           | "Realm of Fear"         | 46041.1        | Cliff Bole                | Brannon Braga                                                    | 28 september 1992                | 8 mars 1997               |                          |
| 129         | 603           | "Man of the People"     | 46071.6        | Winrich Kolbe             | Frank Abatemarco                                                 | 5 oktober 1992                   | 15 mars 1997              |                          |
| 130         | 604           | "Relics"                | 46125.3        | Alexander Singer          | Ronald D. Moore                                                  | 12 oktober 1992                  | 22 mars 1997              |                          |
| 131         | 605           | "Schisms"               | 46154.2        | Robert Wiemer             | Brannon Braga, Jean Louise Matthias & Ron Wilkerson              | 19 oktober 1992                  | 27 mars 1997              |                          |
| 132         | 606           | "True-Q"                | 46192.3        | Robert Scheerer           | René Echevarria                                                  | 26 oktober 1992                  | 5 april 1997              |                          |
| 133         | 607           | "Rascals"               | 46235.7        | Adam Nimoy                | Allison Hock, Ward Botsford, Diana Dru Botsford & Michael Piller | 2 november 1992                  | 12 april 1997             |                          |
| 134         | 608           | "A Fistful of Datas"    | 46271.5        | Patrick Stewart           | Robert Hewitt Wolfe & Brannon Braga                              | 9 november 1992                  | 19 april 1997             |                          |
| 135         | 609           | "The Quality of Life"   | 46307.2        | Jonathan Frakes           | Naren Shankar & L.J. Scott                                       | 16 november 1992                 | 26 april 1997             |                          |
| 136137      | 610611        | "Chain of Command"      | 46357.446360.8 | Robert ScheererLes Landau | Ronald D. Moore & Frank AbatemarcoFrank Abatemarco               | 14 december 199221 december 1992 | 3 maj 199710 maj 1997     |                          |
| 138         | 612           | "Ship in a Bottle"      | 46424.1        | Alexander Singer          | René Echevarria                                                  | 25 januari 1993                  | 17 maj 1997               |                          |
| 139         | 613           | "Aquiel"                | 46461.3        | Cliff Bole                | Brannon Braga, Ronald D. Moore & Jeri Taylor                     | 1 februari 1993                  | 24 maj 1997               |                          |
| 140         | 614           | "Face of the Enemy"     | 46519.1        | Gabrielle Beaumont        | Naren Shankar & René Echevarria                                  | 8 februari 1993                  | 31 maj 1997               |                          |
| 141         | 615           | "Tapestry"              | Okänt          | Les Landau                | Ronald D. Moore                                                  | 15 februari 1993                 | 7 juni 1997               |                          |
| 142143      | 616617        | "Birthright"            | 46578.446579.2 | Winrich KolbeDan Curry    | Brannon BragaRené Echevarria                                     | 22 februari 19931 mars 1993      | 14 juni 199721 juni 1997  |                          |
| 144         | 618           | "Starship Mine"         | 46682.4        | Cliff Bole                | Morgan Gendel                                                    | 29 mars 1993                     | 28 juni 1997              |                          |
| 145         | 619           | "Lessons"               | 46693.1        | Robert Wiemer             | Ron Wilkerson & Jean Louise Matthias                             | 5 april 1993                     | 5 juli 1997               |                          |
| 146         | 620           | "The Chase"             | 46731.5        | Jonathan Frakes           | Joe Menosky & Ronald D. Moore                                    | 26 april 1993                    | 12 juli 1997              |                          |
| 147         | 621           | "Frame Of Mind"         | 46778.1        | James L. Conway           | Brannon Braga                                                    | 3 maj 1993                       | 19 juli 1997              |                          |
| 148         | 622           | "Suspicions"            | 46830.1        | Cliff Bole                | Joe Menosky & Naren Shankar                                      | 10 maj 1993                      | 26 juli 1997              |                          |
| 149         | 623           | "Rightful Heir"         | 46852.2        | Winrich Kolbe             | Ronald D. Moore & James E. Brooks                                | 17 maj 1993                      | 2 augusti 1997            |                          |
| 150         | 624           | "Second Chances"        | 46915.2        | LeVar Burton              | René Echevarria & Michael Medlock                                | 24 maj 1993                      | 9 augusti 1997            |                          |
| 151         | 625           | "Timescape"             | 46944.2        | Adam Nimoy                | Brannon Braga                                                    | 14 juni 1993                     | 16 augusti 1997           |                          |
| 152         | 626           | "Descent (Del I)"       | 46982.1        | Alexander Singer          | Ronald D. Moore & Jeri Taylor                                    | 21 juni 1993                     | 23 augusti 1997           |                          |

### Säsong 7 (1993–1994)
| Nr i serien | Nr i säsongen | Titel                 | Stardate       | Regissör                        | Manus                                                              | Originalvisning (USA)          | Originalvisning (Sverige)          | Tittarsiffror (miljoner) |
| ----------- | ------------- | --------------------- | -------------- | ------------------------------- | ------------------------------------------------------------------ | ------------------------------ | ---------------------------------- | ------------------------ |
| 153         | 701           | "Descent (Del II)"    | 47025.4        | Alexander Singer                | René Echevarria                                                    | 20 september 1993              | 30 augusti 1997                    |                          |
| 154         | 702           | "Liaisons"            | okänt          | Cliff Bole                      | Jeanne Carrigan-Fauci, Lisa Rich, Roger Eschbacher & Jaq Greenspon | 27 september 1993              | 6 september 1997                   |                          |
| 155         | 703           | "Interface"           | 47215.5        | Robert Wiemer                   | Joe Menosky                                                        | 4 oktober 1993                 | 13 september 1997                  |                          |
| 156157      | 704705        | "Gambit"              | 47135.247160.1 | Peter LauritsonAlexander Singer | Naren Shankar & Christopher HattonRonald D. Moore & Naren Shankar  | 11 oktober 199318 oktober 1993 | 20 september 199729 september 1997 |                          |
| 158         | 706           | "Phantasms"           | 47225.7        | Patrick Stewart                 | Brannon Braga                                                      | 25 oktober 1993                | 4 oktober 1997                     |                          |
| 159         | 707           | "Dark Page"           | 47254.1        | Les Landau                      | Hilary J. Bader                                                    | 1 november 1993                | 11 oktober 1997                    |                          |
| 160         | 708           | "Attached"            | 47304.2        | Jonathan Frakes                 | Nicholas Sagan                                                     | 8 november 1993                | 18 oktober 1997                    |                          |
| 161         | 709           | "Force of Nature"     | 47310.2        | Robert Lederman                 | Naren Shankar                                                      | 15 november 1993               | 25 oktober 1997                    |                          |
| 162         | 710           | "Inheritance"         | 47410.2        | Robert Scheerer                 | Dan Koeppel and René Echevarria                                    | 22 november 1993               | 1 november 1997                    |                          |
| 163         | 711           | "Parallels"           | 47391.2        | Robert Wiemer                   | Brannon Braga                                                      | 29 november 1993               | 18 november 1997                   |                          |
| 164         | 712           | "The Pegasus"         | 47457.1        | LeVar Burton                    | Ronald D. Moore                                                    | 10 januari 1994                | 15 november 1997                   |                          |
| 165         | 713           | "Homeward"            | 47423.9        | Alexander Singer                | Naren Shankar & Spike Steingasser                                  | 17 januari 1994                |                                    |                          |
| 166         | 714           | "Sub Rosa"            | 47423.9        | Jonathan Frakes                 | Brannon Braga & Jeri Taylor                                        | 31 januari 1994                |                                    |                          |
| 167         | 715           | "Lower Decks"         | 47566.7        | Gabrielle Beaumont              | René Echevarria, Ron Wilkerson & Jean Louise Matthias              | 14 februari 1994               |                                    |                          |
| 168         | 716           | "Thine Own Self"      | 47751.2        | Winrich Kolbe                   | Ronald D. Moore & Christopher Hatton                               | 28 mars 1994                   |                                    |                          |
| 169         | 717           | "Masks"               | 47615.2        | Robert Wiemer                   | Joe Menosky                                                        | 21 februari 1994               | 20 december 1997                   |                          |
| 170         | 718           | "Eye of the Beholder" | 47622.1        | Cliff Bole                      | René Echevarria & Brannon Braga                                    | 28 februari 1994               | 27 december 1997                   |                          |
| 171         | 719           | "Genesis"             | 47653.2        | Gates McFadden                  | Brannon Braga                                                      | 12 mars 1994                   |                                    |                          |
| 172         | 720           | "Journey's End"       | 47751.2        | Corey Allen                     | Ronald D. Moore, Shawn Piller & Antonia Napoli                     | 28 mars 1994                   |                                    |                          |
| 173         | 721           | "Firstborn"           | 47779.4        | Jonathan West                   | René Echevarria & Mark Kalbfeld                                    | 25 april 1994                  |                                    |                          |
| 174         | 722           | "Bloodlines"          | 47829.1        | Les Landau                      | Nicholas Sagan                                                     | 2 maj 1994                     |                                    |                          |
| 175         | 723           | "Emergence"           | 47869.2        | Cliff Bole                      | Joe Menosky & Brannon Braga                                        | 9 maj 1994                     |                                    |                          |
| 176         | 724           | "Preemptive Strike"   | 47941.7        | Patrick Stewart                 | René Echevarria & Naren Shankar                                    | 16 maj 1994                    |                                    |                          |
| 177178      | 725726        | "All Good Things..."  | 47988.1        | Winrich Kolbe                   | Ronald D. Moore & Brannon Braga                                    | 23 maj 1994                    | 14 februari 199821 februari 1998   |                          |